# Psilopa bornholmi
Psilopa bornholmi is een vliegensoort uit de familie van de oevervliegen (Ephydridae). De wetenschappelijke naam van de soort is voor het eerst geldig gepubliceerd in 1926 door Becker.